# Bačalky
Bačalky (německy Batschalek) jsou obec v okrese Jičín v Královéhradeckém kraji, u hranice Středočeského kraje. Rozkládá se v těsné blízkosti rozsáhlého lesa Křižánek, s vyhlídkou na Krkonoše, a šest kilometrů od spádového města Libáň. Žije v ní 166 obyvatel. Vesnice Bačalky a Lično byly sloučeny v jednu obec v roce 1952.

## Historie
První písemná zmínka o obci pochází z roku 1371. Za vesnicí se poblíž lesa ještě v nedávné době nacházely v orné půdě různé předměty pravěkého původu. Byly to kamenné sekery, pozůstatky ohnišť, úlomky nádob, i přeslen apod. Jejich sbírka byla v minulých dobách zničena.[zdroj⁠?!]

## Přírodní poměry
V katastrálním území Lično u Milkovic na okraji lesa se nalézá rybník Ervín, v současnosti je využíván pro chov ryb.

## Obyvatelstvo
| Rok            | 1869 | 1880 | 1890 | 1900 | 1910 | 1921 | 1930 | 1950 | 1961 | 1970 | 1980 | 1991 | 2001 | 2011 | 2021 |
| -------------- | ---- | ---- | ---- | ---- | ---- | ---- | ---- | ---- | ---- | ---- | ---- | ---- | ---- | ---- | ---- |
| Počet obyvatel | 706  | 730  | 669  | 643  | 610  | 646  | 597  | 383  | 362  | 290  | 215  | 173  | 162  | 157  | 161  |
| Počet domů     | 118  | 122  | 121  | 128  | 123  | 129  | 135  | 131  | 113  | 110  | 87   | 122  | 126  | 129  | 121  |

## Obecní správa
Mezi lety 1869–1960 byly Bačalky obcí v okrese Jičín. V letech 1960–1993 patřily jako část obce k Milkovicím a od 1. ledna 1994 jsou opět samostatnou obcí.

### Části obce
- Bačalky
- Lično

## Legenda o Bačalkách

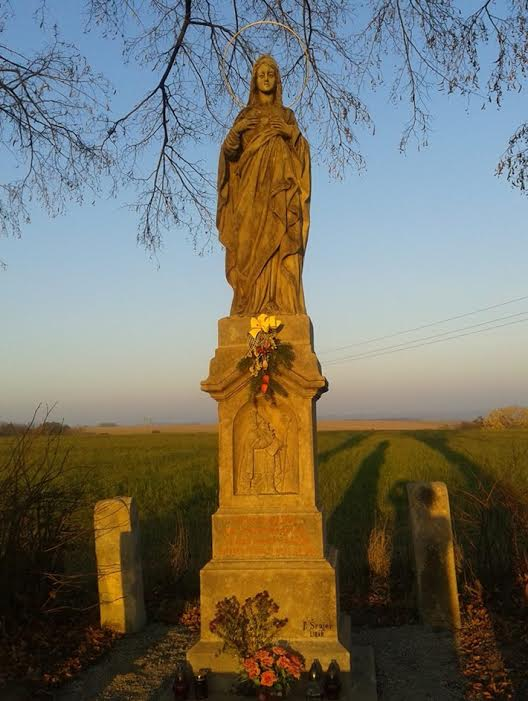
Socha Panny Marie za vesnicí

V dávných dobách neměli lidé živobytí v těchto místech jednoduché. Půda byla velice neúrodná a obyvatelé velice obtížně získávali svou obživu. Bačové pásli na místní pahorkatině své ovce a lkali nad těžkým životem. Po nich jméno bača-lká, Bačalka ⇒ Bačalky.[zdroj?]